# Il segreto del Sahara (miniserie televisiva)
Il segreto del Sahara è una miniserie televisiva in quattro puntate di genere fantastico-avventuroso del 1988, diretta da Alberto Negrin.
Prodotta dalla Rai e da altre televisioni estere (ZDF per la Germania, TVE per la Spagna e TF1 per la Francia), è andata in onda in prima visione su RaiUno il 3 gennaio 1988. Ne è stata anche distribuita una versione riadattata per il cinema.
Nonostante dichiari nei titoli di essere «ispirato all'opera di Emilio Salgari» (senza precisare quale, probabilmente “I predoni del Sahara”), riprende senza accreditarlo vari elementi del romanzo L'Atlantide di Pierre Benoît, da cui sono stati tratti numerosi film.
È ricordato soprattutto per la colonna sonora composta da Ennio Morricone e per il brano Saharan Dream interpretato da Amii Stewart.

## Trama
È il 1925. Desmond Jordan, archeologo statunitense, ritrova un antico manoscritto e parte per l'Africa alla ricerca della "Montagna Parlante". L'esplorazione lo conduce nel bel mezzo del Sahara, dove si unisce ad alcuni disertori della Legione straniera. Ryker, comandante del battaglione, intercetta il gruppo, uccide uno dei commilitoni e riporta gli altri all'accampamento.
Jordan, assetato dalla bramosia di svelare i misteri nascosti dal deserto, tenta la fuga insieme a Orso, uno dei ribelli, e si dirige verso la Montagna. Lo inseguono Ryker ed El Hallem, capo dei predoni del deserto, che nel frattempo sono venuti a conoscenza del motivo del viaggio di Jordan.
Jordan scopre il rifugio degli Uomini della Montagna, ma diventa cieco subito dopo. Gli inseguitori intanto lo raggiungono: Ryker e il suo plotone sterminano l'intera tribù, risparmiando la sola regina Anthea. Questa restituisce la vista all'archeologo che sconfigge poi Ryker grazie al decisivo intervento di un ravveduto El Hallem. Jordan potrà finalmente conoscere il segreto.

## Produzione
Lo sceneggiato è stato girato principalmente in Marocco. La colonna sonora fu composta da Ennio Morricone; discreto successo ebbe la sigla Saharan Dream cantata da Amii Stewart.
Il brano che Jordan, all'inizio della prima puntata, legge in un antico testo e che parla di «Antichi che erano, sono e saranno» è tratto da un passo dello pseudobiblium Necronomicon, inserito da Lovecraft nel suo celebre racconto L'orrore di Dunwich. Nello sceneggiato c'è stata un'inversione di significato: infatti viene interpretato come una profezia benevola su non meglio specificati "antichi", mentre nell'originale lovecraftiano si riferisce a un'oscura minaccia all'esistenza della razza umana e della Terra. La scena è rappresentata come se avesse luogo nella Biblioteca Vaticana, ma in realtà è stata girata nell'Atrio della Libertà del Vittoriano a Roma.
Alcune scene d'azione sono state girate da Enzo G. Castellari.